# 서유대
서유대(徐有大 , 1732년 ~ 1802년)는 조선시대의 무신, 군인이다. 본관은 대구, 자는 자겸(子謙)이다.

## 생애
아버지는 일수(逸修)이다. 1757년(영조 33) 문음(門蔭)으로 선전관이 되었고, 2년 후 사복시내승(司僕寺內乘)으로 무과에 급제하였다.
1763년 훈련원정으로 일본 통신사를 호종하여 일본에 다녀왔다. 귀국 후 방어사·겸사복장(兼司僕將)을 거쳐 1768년 충청수사에 임명되었다. 다음 해에 전라병사가 되었으나, 부임 도중 전라감사 김상익(金相翊)의 속예(屬隷)의 불법을 다스리다가 김상익의 무고로 파직당하였다.
곧 승지를 거쳐 함경도병마절도사가 되었으며 이어서 수군통제사가 되었으나 전선(戰船)의 전복으로 일시 삼수부에 유배되었다. 1783년(정조 7) 총융사(摠戎使)로 재기용되었고, 훈련도감중군·좌포도대장·어영대장을 거쳐 금위대장이 되었다. 이 때 금위영이 나례도감(儺禮都監)과 함께 주악(奏樂)을 연습하다가 화포를 잘못 쏘아 궁궐에 불이 나게 되자, 책임을 물어 추고(推考 : 징계함)당하고 파직되었다.
다시 우포도대장으로 기용된 후 금위대장·훈련대장·어영대장·주사대장(舟師大將) 등을 지냈다. 이와 같은 5군영 지휘관 역임은 통산 총융사 4번, 어영대장 7번, 훈련대장 3번, 금위대장 7번으로서 정조 때의 군권을 장악한 핵심 인물이었다.
그 사이 남항(南行 : 조상의 덕으로 벼슬함) 출신의 무관 임명 문제에 대한 개혁안을 제시하기도 했으며, 직사(職事) 처리의 잘못으로 강화부 군졸로 충군(充軍) 또는 전리(田里)에 방축되기도 하였다. 그 뒤 한성판윤을 거쳐 1802년(순조 2)에 훈련대장으로 죽었다.
체격이 크고 성품이 너그러워 군졸의 원성을 산 바가 없어 당시 사람들은 그를 복장(福將)이라 불렀다고 한다. 글씨에도 능해 대자(大字)를 잘 썼다고 전한다. 시호는 무익(武翼)이다.

## 같이 보기
- 백동수

| 전임 이경무 | 제7대 삼도수군통제사 1779년 4월 - 1781년 | 후임 구명겸 |